# Palatia (Studentenverbindung)
Palatia bezieht sich auf die Pfalz und die Oberpfalz. Es ist der Name folgender Studentenverbindungen.

## Liste

### Corps
- Corps Palatia Heidelberg (1805, 1831–1832, 1842–1844), siehe Erloschene Corps#Heidelberg
- Corps Palatia München
- Corps Rheno-Palatia München
- Corps Palatia-Guestphalia, Freiburg
- Corps Palatia Bonn
- Corps Palatia Gießen

### Christliche Verbindung
- AV Palatia Göttingen im CV
- W.K.St.V. Unitas Palatia im UV
- CV-Verbindung Rheno-Palatia (Breslau) Mainz im CV
- KDStV Palatia Marburg im CV
- KStV Palatia Heidelberg im KV
- KDB Rheno-Palatia Aachen im RDKB
- Wingolf Palatia zu Kaiserslautern (vertagt)

### Sonstige
- GV Palatia Solodorensis zu Solothurn
- Alte Turnerschaft Palatia Tübingen